# Luci Corneli Balb Menor
Luci Corneli Balb Menor (en llatí Lucius Cornelius Balbus P. f.), va ser un militar i pontífex romà. Era fill de Publi Corneli Balb.
Va néixer a Gades i va rebre la ciutadania romana junt amb el seu pare i el seu oncle Lluci Corneli Balb Major. L'any 49 aC en esclatar la guerra civil va servir amb Juli Cèsar que el va enviar a parlar amb el cònsol Luci Corneli Lèntul Crus, antic amic del seu oncle, per convèncer-lo de tornar a Roma. Balb va visitar a Lèntul al campament pompeià de Dirràquium, però no el va poder convèncer. Va servir amb Cèsar a Egipte i a Hispània. Cèsar el va fer pontífex i va ser probablement el Corneli Balb que va escriure un estudi sobre la religió romana del que coneixem el llibre divuitè, esmentat per Macrobi. Els anys 44 i 43 aC va ser qüestor del propretor Gai Asini Pol·lió a la Hispània Ulterior, i va construir un suburbi a Gades anomenat Nova Ciutat, on també hi va obrir un port, i per això el nom d'aquell lloc nou va ser Dídima (doble ciutat). Però la seva conducta a Hispània va ser considerada tirànica i arbitrària, i es va apoderar de les riqueses de moltes províncies. Va sortir d'Hispània l'any 43 aC sense pagar als soldats i se'n va anar a l'Àfrica. Va desaparèixer de la història coneguda durant vint anys per aparèixer després com a procònsol d'Àfrica sense haver estat abans cònsol ni pretor. Va derrotar els garamants i va rebre els honors del triomf el 19 aC, la primera vegada que aquestos honors eren concedits a una persona que no era ciutadà romà per naixement. Després va construir un teatre a Roma amb quatre pilars d'ònix que va ser dedicat a August el 13 aC amb uns jocs romans. No torna a aparèixer i devia morir algun temps després.